# Communauté de communes de l'Asse et de ses Affluents
La communauté de communes de l'Asse et de ses Affluents est une ancienne communauté de communes française, située dans le département des Alpes-de-Haute-Provence en région Provence-Alpes-Côte d'Azur.

## Historique
La communauté de communes de l'Asse et de ses Affluents a été créée en décembre 2005.
Le 1er janvier 2013, la communauté de communes fusionne avec la communauté de communes des Trois Vallées pour créer la communauté de communes Asse Bléone Verdon.

## Territoire communautaire

### Composition
La communauté de communes contenait les communes de Beynes, Bras-d'Asse, Châteauredon, Estoublon, Majastres, Saint-Jeannet et Saint-Julien-d'Asse.

## Sources
- SPLAF (Site sur la Population et les Limites Administratives de la France)
- Base Aspic (Accès des Services Publics aux Informations sur les Collectivités)